# Machinedrum
Machinedrum, pseudonimo di Travis Stewart (Eden, 4 marzo 1982), è un musicista statunitense.
Egli viene apprezzato per essere stato capace di reinventarsi costantemente nell'ambito della musica elettronica e per la sua abilità nel combinare elementi di diversi generi, fra cui glitch pop, post dubstep e footwork.
Dal 2013 incide per la casa discografica Ninja Tune.
Durante la sua carriera ha pubblicato musica anche sotto gli pseudonimi di Syndrone, Tstewart, Aden e Neon Black.
Fa inoltre parte del duo Jets con Jimmy Edgar, dei Sepalcure con Praveen Sharma e dei Dream Continuum con Om Unit.

## Carriera

### 2000-2012: Gli inizi ed i primi successi
La carriera musicale di Travis Stewart ha inizio nel 2000 con la pubblicazione del suo album di debutto, Triskaideka, tramite la casa discografica statunitense Merck Records, sotto lo pseudonimo di Syndrone. Questo primo progetto tuttavia si discosta sostanzialmente dagli stili adottati da Stewart in futuro, avendo un approccio più vicino alla techno e all'IDM degli anni novanta.
Sempre nel 2000, Stewart adotta lo pseudonimo di Machinedrum (scritto inizialmente "Machine Drum") con un pezzo intitolato Izey Rael, pubblicato nella raccolta Squadron della sua casa discografica di allora.
In seguito, nel 2001, esce Now You Know. Questo album ha un discreto successo nell'ambiente della musica underground e, essendo pubblicato da una delle case discografiche di musica glitch hop più importanti dei primi anni 2000, contribuisce a rendere l'artista più conosciuto.
Durante il resto del decennio Stewart rimane quasi costantemente attivo pubblicando una serie di LP e singoli, tra cui gli album in studio Urban Biology (2002), Salmataxia (2004, come Syndrone), Bidnezz (2004), Living Exponentially (2006, come Tstewart) Want to 1 2? (2009), oltre ad alcuni album di remix. Partecipa inoltre alla realizzazione di This Charming Mixtape (mixtape del rapper statunitense Theophilus London) con il ruolo di producer e mixer. Nel 2010 pubblica l'EP Many Faces con l'etichetta LuckyMe.
Attorno al 2007 Stewart abbrevia il suo pseudonimo eliminando lo spazio ("Machinedrum" al posto di "Machine Drum").
Nel 2011 l'artista ottiene per la prima volta significativi riscontri di stampa e critica con l'album Room(s), il suo unico progetto completo pubblicato dalla casa discografica inglese Planet Mu.
Grazie a questo amalgama della musica Footwork/Juke originaria di Chicago con elementi della Drum and bass e della bass music britannica, Stewart comincia ad essere conosciuto a livello internazionale.

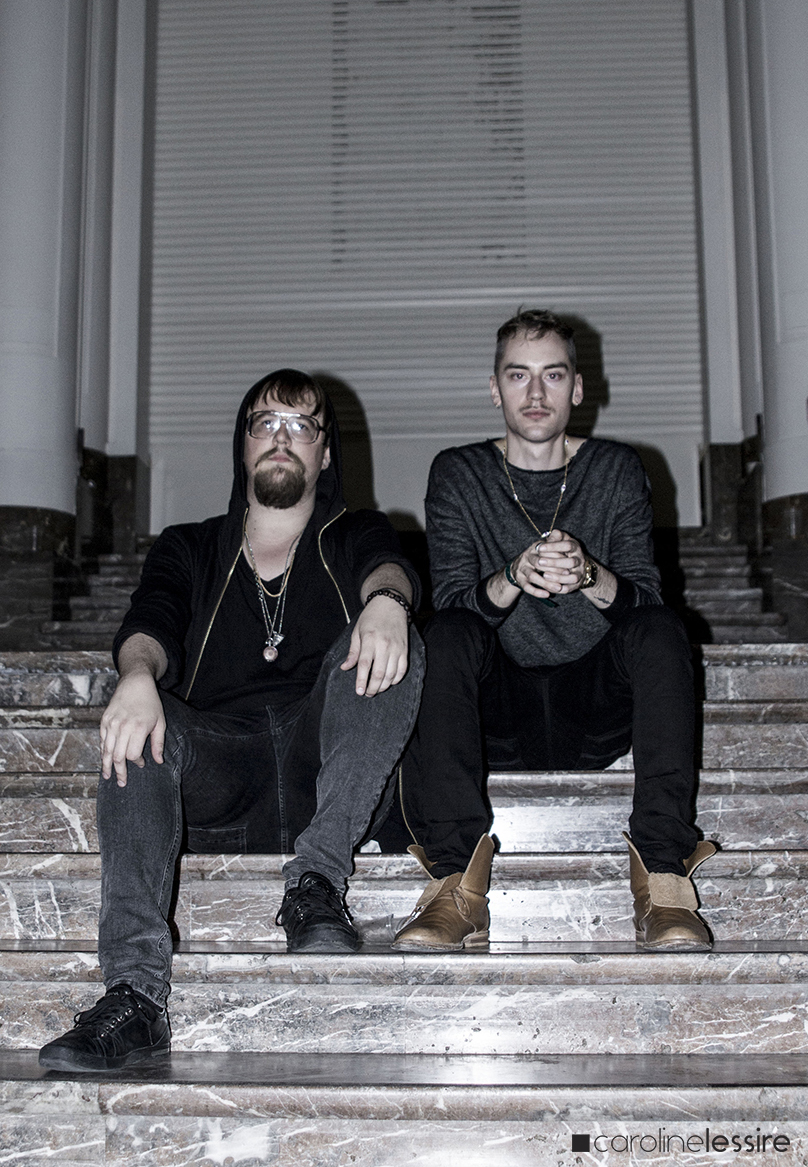
Travis Stewart assieme a Jimmy Edgar (con cui forma il duo Jets nel 2012)

### 2013-2014: Firma con la Ninja Tune e Vapor City
Nel 2013 comincia la collaborazione di Stewart con la Ninja Tune, l'etichetta discografica per cui ha continuato a lavorare anche negli anni successivi. Attira l'attenzione dell'etichetta soprattutto grazie al suo album del 2011 Room(s) e al suo contributo all'EP 1991 di Azealia Banks, artista con cui avrebbe lavorato anche all'album Broke with Expensive Taste uscito nel 2014.
Il primo progetto di Stewart pubblicato dalla Ninja Tune è Vapor City.
Benché relativamente simile a quello precedente da un punto di vista stilistico, risulta tuttavia molto più ambizioso: alla sua uscita è accompagnato da un'esposizione artistica (tenuta a New York City), un sito web interattivo dedicato ed un programma di cittadinanza digitale per i fan. L'album si basa, secondo quanto detto da Stewart stesso, su un universo concettuale ispirato da un suo sogno ricorrente.
Nel 2014 viene pubblicato anche Vapor City Archives, appendice che raccoglie le tracce scartate nella produzione dell'originale.

### 2016: Human Energy e A View Of U
Il suo progetto integrale successivo, Human Energy, viene pubblicato nel 2016. Secondo Stewart questo album riflette un periodo di grandi cambiamenti nella sua vita: nel periodo precedente alla sua uscita si era trasferito da New York City a Los Angeles e aveva fatto una proposta di matrimonio alla sua fidanzata di allora. Grazie in parte anche al suo atteggiamento più positivo nei confronti della vita in generale, questo progetto risulta molto meno cupo e nebuloso rispetto alle sue produzioni precedenti, avendo una sensibilità più affine alla musica pop.
Alla realizzazione di Human Energy partecipa anche un gran numero di collaboratori, tra cui la cantante Alternative R&B Dawn Richard, il cantante giamaicano-statunitense Jesse Boykins III ed il chitarrista del gruppo progressive metal Animals as Leaders, Tosin Abasi.
Il 9 ottobre 2020 viene invece pubblicato l'album A View Of U, sempre con l'etichetta Ninja Tune. Questo progetto unisce lo stile sviluppato dall'artista nel decennio precedente con influenze dell'hip-hop statunitense e della club music.
Anche a questo album contribuiscono alcune figure importanti del panorama musicale, come il rapper Freddie Gibbs ed il pianista armeno Tigran Hamasyan.

## Vita privata
Travis Stewart dice di essere nato in una "famiglia abbastanza musicale": suo nonno faceva parte di un gruppo country negli anni cinquanta e sessanta (in cui ha continuato a suonare anche negli anni successivi), ed i suoi genitori possedevano un pianoforte. Dice di aver fatto le sue prime registrazioni musicali a casa dei suoi nonni già da bambino, e di aver cominciato a produrre musica elettronica all'età di 12 o 13 anni.
Nel 2007 si è trasferito a New York City dopo aver concluso gli studi universitari. In seguito ha vissuto a Berlino per qualche anno per poi tornare negli Stati Uniti e traslocare a Los Angeles nel 2015.
Stewart afferma di essere influenzato pesantemente dalla spiritualità e dalle pratiche New Age, sia nella sua vita privata che nelle sue produzioni musicali. Dice di essere stato inizialmente incuriosito dal fatto che il suo bisnonno praticasse cure alternative per amici e parenti, e poi di aver cominciato a capire intuitivamente come eseguirle passando tempo con le persone che amava. Utilizza regolarmente la pratica della meditazione, affermando che "disconnettermi dai miei pensieri e dal mio corpo, e da tutte le cose che normalmente mi tengono connesso a quello che generalmente riteniamo importante nella vita di tutti i giorni mi ha permesso di crescere come persona creativa".

## Discografia

### Album
- 2000 – Triskaideka (come Syndrone)
- 2001 – Now You Know
- 2002 – Half The Battle
- 2002 – Urban Biology
- 2004 – Salmataxia (come Syndrone)
- 2004 – Bidnezz
- 2006 – Living Exponentially (come Tstewart)
- 2006 – Cached
- 2009 – Want to 1 2?
- 2011 – Room(s)
- 2013 – Vapor City
- 2014 – Vapor City Archives
- 2016 – Human Energy
- 2020 – A View of U

### EP
- 2010 – Many Faces
- 2010 – Let It
- 2011 – Sacred Frequency
- 2011 – Alarma
- 2012 – SXLND
- 2012 – Nastyfuckk EP
- 2013 – Njord District
- 2013 – Gunshotta Ave.
- 2013 – Vizion Centre
- 2014 – Vapor Park EP
- 2014 – Fenris District
- 2015 – Movin' Forward: A Tribute to DJ Rashad
- 2020 – Berry Patch (con Holly)

### Raccolte/remix
- 2006 – Mergerz & Acquisitionz
- 2011 – Ecstasy Boom
- 2013 – Nice Effort (Remixes 2005-2010)
- 2015 – Vapor City Remixes
- 2020 – Berry Patch: Blended (con Holly)